# Murvägstekel
Murvägstekel (Agenioideus sericeus) är en stekelart som först beskrevs av Vander Linden 1827.  Murvägstekel ingår i släktet slankvägsteklar, och familjen vägsteklar. Enligt den svenska rödlistan är arten starkt hotad i Sverige. Arten förekommer i Götaland. Artens livsmiljö är jordbrukslandskap, stadsmiljö, havsstränder.